# Cercle de Souabe

Carte des cercles impériaux à la fin du XVIe siècle. Le cercle de Souabe figure en rouge.

Le cercle de Souabe (en allemand : Schwäbischer Reichskreis) est un cercle impérial du Saint-Empire romain germanique.

## Caractéristiques
Le cercle de Souabe est l'un des quatre cercles impériaux constitués en 1512.
Le cercle est pour l'essentiel constitué d'un grand nombre de petits États dont seuls le duché de Wurtemberg, les margraviats de Baden-Baden et Baden-Durlach et la principauté épiscopale d'Augsbourg possèdent un certain poids politique.

## Membres

### Principautés ecclésiastiques
| Blason | Nom                          | Notes |
| ------ | ---------------------------- | --- |
|        | Principauté d'Augsbourg      | Diocèse fondé au IVe siècle. Obtient l'immédiateté vers 888. Sécularisé et annexé par l'électorat de Bavière en 1803 à la suite du recès d'Empire.                          |
|        | Abbaye de Baindt (de)        | Fondée en 1240, obtient l'immédiateté en 1376. Sécularisée et annexée par le comté d'Aspermont-Linden en 1803 à la suite du recès d'Empire.                                 |
|        | Abbaye de Buchau (de)        | Fondée en 770, obtient l'immédiateté en 1347. Sécularisée et annexée par le comté de Thurn et Taxis en 1803 à la suite du recès d'Empire.                                   |
|        | Diocèse de Constance         | Diocèse fondé en 585. Obtient l'immédiateté en 1155. Sécularisé et annexé par le margraviat de Bade en 1803 à la suite du recès d'Empire.                                   |
|        | Abbaye d'Elchingen           | Fondée en 1128. Sécularisée et annexée par l'électorat de Bavière en 1803 à la suite du recès d'Empire.                                                                     |
|        | Prévôté d'Ellwangen          | Abbaye fondée vers 764, obtient l'immédiateté en 1011. Devient une prévôté en 1460. Sécularisée et annexée par le duché de Wurtemberg en 1803 à la suite du recès d'Empire. |
|        | Abbaye de Gengenbach         | Fondée au début du VIIIe siècle. Sécularisée et annexée par le margraviat de Bade en 1803 à la suite du recès d'Empire.                                                     |
|        | Abbaye de Gutenzell          | Fondée en 1237, obtient l'immédiateté en 1417. Sécularisée et annexée par le comté de Törring en 1803 à la suite du recès d'Empire.                                         |
|        | Abbaye de Heggbach           | Fondée en 1231, obtient l'immédiateté vers 1428. Sécularisée et annexée par le comté de Bassenheim en 1803 à la suite du recès d'Empire.                                    |
|        | Abbaye d'Irsee               | Fondée en 1186, obtient l'immédiateté en 1694. Sécularisée et annexée par l'électorat de Bavière en 1803 à la suite du recès d'Empire.                                      |
|        | Abbaye de Kaisheim           | Fondée en 1133, obtient l'immédiateté en 1346. Sécularisée et annexée par l'électorat de Bavière en 1803 à la suite du recès d'Empire.                                      |
|        | Abbaye de Kempten            | Fondée en 752, obtient l'immédiateté en 1062. Sécularisée et annexée par l'électorat de Bavière en 1803 à la suite du recès d'Empire.                                       |
|        | Abbaye de Lindau (de)        | Fondée vers 822, obtient l'immédiateté en 1466. Sécularisée et annexée par la principauté de Bretzenstein en 1802 à la suite du recès d'Empire.                             |
|        | Commanderie de Mainau        | Détenue par l'ordre Teutonique depuis 1272. |
|        | Abbaye de Marchtal           | Fondée vers 776, obtient l'immédiateté en 1500. Sécularisée et annexée par le comté de Thurn et Taxis en 1802 à la suite du recès d'Empire.                                 |
|        | Abbaye de Neresheim          | Fondée en 1095, obtient l'immédiateté en 1764. Sécularisée et annexée par le comté de Thurn et Taxis en 1802 à la suite du recès d'Empire.                                  |
|        | Abbaye d'Ochsenhausen        | Fondée vers 1090, obtient l'immédiateté en 1495. Sécularisée et annexée par la principauté de Metternich en 1803 à la suite du recès d'Empire.                              |
|        | Abbaye de Petershausen       | Fondée en 983, obtient l'immédiateté au début du XIIIe siècle. Sécularisée et annexée par le margraviat de Bade en 1802 à la suite du recès d'Empire.                       |
|        | Abbaye de Roggenburg         | Fondée en 1126, obtient l'immédiateté en 1482. Sécularisée et annexée par l'électorat de Bavière en 1803 à la suite du recès d'Empire.                                      |
|        | Abbaye de Rot an der Rot     | Fondée en 1126, obtient l'immédiateté en 1376. Sécularisée et annexée par le comté de Wartemberg en 1803 à la suite du recès d'Empire.                                      |
|        | Abbaye de Rottenmünster (de) | Fondée en 1224, obtient l'immédiateté en 1237. Sécularisée et annexée par le duché de Wurtemberg en 1802 à la suite du recès d'Empire.                                      |
|        | Abbaye de Salem              | Fondée vers 1134, obtient l'immédiateté en 1142. Sécularisée et annexée par le margraviat de Bade en 1803 à la suite du recès d'Empire.                                     |
|        | Abbaye de Schussenried       | Fondée en 1183, obtient l'immédiateté vers 1440. Sécularisée et annexée par le comté de Sternberg-Manderscheid en 1803 à la suite du recès d'Empire.                        |
|        | Abbaye de Söflingen          | Fondée vers 1258, obtient l'immédiateté en 1773. Sécularisée et annexée par l'électorat de Bavière en 1797.                                                                 |
|        | Abbaye Saint-Georges d'Isny  | Fondée en 1096, obtient l'immédiateté en 1781. Sécularisée et annexée par le comté de Quadt-Wykradt en 1803 à la suite du recès d'Empire.                                   |
|        | Abbaye d'Ursberg             | Fondée vers 1126-1128, obtient l'immédiateté en 1143. Sécularisée et annexée par l'électorat de Bavière en 1803 à la suite du recès d'Empire.                               |
|        | Abbaye de Weingarten         | Fondée en 1056, obtient l'immédiateté en 1274. Sécularisée et annexée par la principauté de Nassau-Orange-Fulde en 1803 à la suite du recès d'Empire.                       |
|        | Abbaye de Weißenau           | Fondée en 1145, obtient l'immédiateté vers 1257. Sécularisée et annexée par le comté de Sternberg-Manderscheid en 1803 à la suite du recès d'Empire.                        |
|        | Prévôté de Wettenhausen      | Abbaye fondée en 1130. Sécularisée et annexée par l'électorat de Bavière en 1803 à la suite du recès d'Empire.                                                              |
|        | Abbaye de Zwiefalten         | Fondée en 1089, obtient l'immédiateté en 1750. Sécularisée et annexée par le duché de Wurtemberg en 1802 à la suite du recès d'Empire.                                      |

### Principautés laïques
| Blason | Nom                                      | Notes |
| ------ | ---------------------------------------- | --- |
|        | Landgraviat de Baar                      | |
|        | Margraviat de Bade                       | |
|        | Margraviat de Bade-Bade                  | |
|        | Margraviat de Bade-Durlach               | |
|        | Margraviat de Bade-Hachberg-Sausenberg   | Au margraviat de Bade en 1503. |
|        | Seigneurie de Bonndorf                   | Achetée en 1609 par les moines de l'abbaye Saint-Blaise. |
|        | Comté d'Eberstein (de)                   | |
|        | Seigneurie d'Eglingen                    | |
|        | Seigneurie d'Eglofs                      | |
|        | Fugger                                   | Famille de marchands et de banquiers ayant acquis en 1508 le comté de Kirchberg. |
|        | Fürstenberg-Baar (en)                    | Fondé en 1441 par partition du Fürstenberg-Fürstenberg (en). Partition en 1559 entre Fürstenberg-Blumberg (en) et Fürstenberg-Heiligenberg (en). |
|        | Fürstenberg-Blumberg (en)                | Fondé en 1559 par partition du Fürstenberg-Baar (en). Successivement partagé en Fürstenberg-Möhringen (en) (1599), Fürstenberg-Messkirch (en) et Fürstenberg-Stühlingen (en) (1614). |
|        | Fürstenberg-Donaueschingen (en)          | Fondé en 1617 par partition du Fürstenberg-Heiligenberg (en). Au Fürstenberg-Heiligenberg (en) en 1698. |
|        | Fürstenberg-Fürstenberg (en)             | Fondé en 1704 par partition du Fürstenberg-Stühlingen (en). Principauté en 1716. Au Fürstenberg-Pürglitz (en) en 1804. |
|        | Fürstenberg-Heiligenberg (en)            | Fondé en 1559 par partition du Fürstenberg-Baar (en). Principauté en 1664. Au Fürstenberg-Fürstenberg (en) en 1616. |
|        | Fürstenberg-Messkirch (en)               | Fondé en 1614 par partition du Fürstenberg-Blumberg (en). Principauté en 1744. Au Fürstenberg-Fürstenberg (en) en 1744. |
|        | Fürstenberg-Möhringen (en)               | Fondé en 1599 par partition du Fürstenberg-Blumberg (en). Au Fürstenberg-Stühlingen (en) en 1641. |
|        | Fürstenberg-Pürglitz (en)                | Fondé en 1762 par partition du Fürstenberg-Fürstenberg (en). Médiatisé au profit de l'Autriche, du Bade, du Hohenzollern-Sigmaringen et du Wurtemberg en 1806. |
|        | Fürstenberg-Stühlingen (en)              | Fondé en 1614 par partition du Fürstenberg-Blumberg (en). Partition en 1704 entre Fürstenberg-Fürstenberg (en) et Fürstenberg-Weitra (en). |
|        | Fürstenberg-Taikowitz (en)               | Fondé en 1759 par partition du Fürstenberg-Weitra (en). Médiatisé au profit de l'Autriche en 1806. |
|        | Fürstenberg-Weitra (en)                  | Fondé en 1709 par partition du Fürstenberg-Stühlingen (en). Médiatisé au profit de l'Autriche en 1806. |
|        | Seigneurie de Gundelfingen (de)          | |
|        | Seigneurie de Hausen (de)                | |
|        | Comté de Heiligenberg (de)               | |
|        | Comté de Hohenems                        | |
|        | Seigneurie de Geroldseck                 | |
|        | Seigneurie de Hohenhöwen (de)            | |
|        | Comté de Hohenzollern                    | Partagé en Hohenzollern-Hechingen et Hohenzollern-Sigmaringen en 1576. |
|        | Comté de Hohenzollern-Hechingen          | Issu de la partition du Hohenzollern en 1576, élevé au rang de principauté en 1623. |
|        | Comté de Hohenzollern-Sigmaringen        | Issu de la partition du Hohenzollern en 1576, élevé au rang de principauté en 1623. |
|        | Seigneurie de Justingen                  | Annexée par le Wurtemberg en 1751. |
|        | Landgraviat de Klettgau (de)             | |
|        | Baronnie de Königsegg                    | Fondée en 1192, seigneurie jusqu'en 1470. Divisée en Königsegg, Königsegg-Aulendorf et Königsegg-Rothenfels en 1622, annexée par le Königsegg-Aulendorf en 1663. |
|        | Seigneurie de Königsegg-Aulendorf (en)   | Issue de la partition du Königsegg en 1622, élevée au rang de comté en 1629. Médiatisé au Wurtemberg en 1806. |
|        | Seigneurie de Königsegg-Rothenfels (en)  | Issue de la partition du Königsegg en 1622, élevée au rang de comté en 1629. Médiatisé à l'Autriche en 1804. |
|        | Principauté de Liechtenstein             | |
|        | Seigneurie de Meßkirch                   | |
|        | Seigneurie de Mindelheim (en)            | Annexée par le duché de Bavière en 1586. Brièvement restaurée (1705-1714) pour le duc de Marlborough, titré prince de Mindelheim par l'empereur. |
|        | Comté d'Oettingen                        | Divisé en 1522 en Oettingen-Oettingen et Oettingen-Wallerstein. |
|        | Comté d'Oettingen-Oettingen              | Issu de la division de l'Oettingen en 1522, élevé au rang de principauté en 1674. Annexé par l'Oettingen-Wallerstein en 1731. |
|        | Comté d'Oettingen-Spielberg              | Issu de la division de l'Oettingen-Wallerberg en 1623, élevé au rang de principauté en 1734. |
|        | Comté d'Oettingen-Wallerstein            | Issu de la division de l'Oettingen en 1522, élevé au rang de principauté en 1774. |
|        | Sickingen (de)                           | Baronnie en 1606, comté en 1790. |
|        | Stadion (état) (de)                      | Fondé vers 1200, élevé au rang de baronnie (1686), puis de comté (1705). Partagé en Stadion-Thannhausen et Stadion-Warthausen en 1741. |
|        | Seigneurie de Staufen                    | Annexé par l'archiduché d'Autriche en 1602. |
|        | Landgraviat de Stühlingen                | Fondé en 1120. Médiatisé au Bade en 1806. |
|        | Duché de Teck (de)                       | Aux ducs de Wurtemberg depuis 1495. |
|        | Comté de Tengen (de)                     | Médiatisé au Bade en 1806. |
|        | Comté de Tettnang                        | Aux comtes de Montfort. Annexé par l'archiduché d'Autriche en 1780. |
|        | Seigneurie de Thannhausen (de)           | |
|        | Comté de Waldbourg-Scheer (de)           | Issu de la partition du Waldburg-Trauchburg en 1717. Annexé par le Waldburg-Trauchburg en 1764. |
|        | Comté de Waldbourg-Sonnenberg (de)       | Issu de la partition du Comté de Waldbourg en 1424. Annexé par l'archiduché d'Autriche en 1511. |
|        | Sénéchaussée de Waldburg-Trauchburg (de) | Issue de la partition du Comté de Waldbourg en 1424, élevée au rang de comté en 1636. Partagée en Waldburg-Capustigall et Waldburg-Trauchburg en 1504 ; partagée en Waldburg-Friedburg-Scheer et Waldburg-Trauchburg en 1612 ; partagée en Waldburg-Scheer et Waldburg-Trauchburg en 1717. Annexé par le Waldburg-Zeil en 1774. |
|        | Sénéchaussée de Waldburg-Waldburg (en)   | Issue de la partition du Waldburg-Wolfegg-Zeil en 1589, élevée au rang de comté en 1628, partagée entre Waldburg-Wolfegg et Waldburg-Zeil en 1660. |
|        | Comté de Waldbourg-Waldsee (en)          | Issu de la partition du Waldburg-Wolfegg en 1667, élevée au rang de principauté en 1803. Médiatisé au Wurtemberg en 1806. |
|        | Sénéchaussée de Waldburg-Wolfegg (en)    | Issue de la partition du Waldburg-Wolfegg-Zeil en 1589, élevée au rang de comté en 1628, partagée entre Waldburg-Waldsee et Waldburg-Wolfegg en 1667, annexée par le Waldburg-Waldsee en 1798. |
|        | Comté de Waldbourg-Wolfegg-Zeil (en)     | Issu de la partition du Comté de Waldbourg en 1424. Divisé en Waldburg-Waldburg, Waldburg-Wolfegg et Waldburg-Zeil en 1589. |
|        | Sénéchaussée de Waldburg-Zeil            | Issue de la partition du Waldburg-Wolfegg-Zeil en 1589, élevé au rang de comté (1628) puis de principauté (1803). Médiatisé au Wurtemberg en 1806. |
|        | Seigneurie de Wiesensteig                | Partagée entre la principauté de Fürstenberg et le duché de Bavière en 1627. |
|        | Duché de Wurtemberg                      | Seigneurie fondée au Xe siècle, comté (1143), duché (1495), électorat (1803). |

### Villes libres
| Blason | Nom                  | Notes |
| ------ | -------------------- | --- |
|        | Aalen                | Immédiateté accordée par l'empereur Charles IV de Luxembourg en 1380.                                                       |
|        | Augsbourg            | Immédiateté accordée par le roi des Romains Rodolphe de Habsbourg en 1276.                                                  |
|        | Biberach an der Riß  | Immédiateté accordée par le roi des Romains Rodolphe de Habsbourg en 1281.                                                  |
|        | Bopfingen            | Immédiateté accordée par l'empereur Frédéric II en 1241.                                                                    |
|        | Buchau               | Immédiateté accordée au XIIIe siècle.                                                                                       |
|        | Buchhorn             | Immédiateté accordée par le roi des Romains Rodolphe de Habsbourg en 1275.                                                  |
|        | Dinkelsbühl          | Immédiateté accordée par le roi des Romains Charles IV de Luxembourg en 1351.                                               |
|        | Eßlingen             | Immédiateté accordée par l'empereur Frédéric II en 1229.                                                                    |
|        | Gengenbach           | Depuis 1360. |
|        | Giengen an der Brenz | Depuis 1391. |
|        | Heilbronn            | Immédiateté accordée par l'empereur Charles IV de Luxembourg en 1381.                                                       |
|        | Isny                 | Immédiateté accordée par l'empereur Charles IV de Luxembourg en 1365.                                                       |
|        | Kaufbeuren           | Immédiateté accordée par le roi des Romains Rodolphe de Habsbourg en 1286.                                                  |
|        | Kempten              | Immédiateté accordée par le roi des Romains Rodolphe de Habsbourg en 1289.                                                  |
|        | Leutkirch            | Immédiateté accordée par le roi des Romains Adolphe de Nassau en 1293.                                                      |
|        | Lindau               | Immédiateté accordée par le roi des Romains Rodolphe de Habsbourg en 1275.                                                  |
|        | Memmingen            | Immédiateté accordée par le roi des Romains Rodolphe de Habsbourg en 1286.                                                  |
|        | Nördlingen           | Immédiateté accordée par le roi des Romains Frédéric II en 1215.                                                            |
|        | Offenbourg           | Immédiateté accordée par l'empereur Frédéric II en 1241.                                                                    |
|        | Pfullendorf          | Immédiateté accordée par le roi des Romains Frédéric II en 1220.                                                            |
|        | Ravensbourg          | Immédiateté accordée par le roi des Romains Rodolphe de Habsbourg en 1278.                                                  |
|        | Reutlingen           | Immédiateté accordée vers 1240.                                                                                             |
|        | Rottweil             | Immédiateté accordée par l'empereur Sigismond de Luxembourg en 1434. Associée à la Confédération helvétique de 1519 à 1632. |
|        | Schwäbisch Gmünd     | Immédiateté accordée vers 1250.                                                                                             |
|        | Schwäbisch Hall      | Immédiateté accordée par le roi des Romains Rodolphe de Habsbourg en 1280.                                                  |
|        | Überlingen           | Immédiateté accordée vers 1400.                                                                                             |
|        | Ulm                  | Immédiateté accordée au XIIe siècle.                                                                                        |
|        | Wangen               | Immédiateté accordée par le roi des Romains Rodolphe de Habsbourg en 1286.                                                  |
|        | Weil                 | Immédiateté accordée vers 1275.                                                                                             |
|        | Wimpfen              | Immédiateté accordée vers 1300.                                                                                             |
|        | Zell am Harmersbach  | Immédiateté accordée au XIVe siècle.                                                                                        |